# 阿眉溪
阿眉溪，為台灣花蓮縣富里鄉北部的一條溪流，其上游匯集源自海岸山脈西側的諸溪流，向西北注入秀姑巒溪，注流長約8公里，流域面積約20.5平方公里。
阿眉溪上游稱為大坑溪，主要源頭有二：其一源自六十石山東側標高600餘公尺處，溪水向北流；其二源自大庄越山與成廣澳山稜線西側標高約900公尺處，溪水向西流。兩溪在海拔約300公尺處匯集後，轉向北偏西流，至雙溪聚落附近匯集源自大庄越山南峰西南側約700公尺的「竹子溝」，續流約1公里後轉向西北流，隨後匯集源自萬人山北麓約700公尺處的支流後，改稱阿眉溪。至新庄的阿眉溪橋上方，與源自萬人山西麓的「萬吉溝」匯集，隨後在富里鄉東里村新莊注入秀姑巒溪。
溪流沿線有野溪溫泉：東里一號溫泉、東里二號溫泉。